# Championnat de Syrie de football 1996-1997
Navigation
Saison 1995-1996 Saison 1997-1998
La saison 1996-1997 du Championnat de Syrie de football est la vingt-sixième édition du championnat de première division en Syrie. Les quatorze meilleurs clubs du pays sont regroupés au sein d'une poule unique où ils s'affrontent deux fois au cours de la saison, à domicile et à l'extérieur. En fin de saison, les deux derniers sont relégués et remplacés par les deux meilleurs clubs de deuxième division. La relégation est décidée par un classement combiné entre les résultats des équipes senior, moins de 16 ans et moins de 14 ans de chacun des clubs engagés.
C'est le club de Tishreen SC qui remporte le championnat cette saison, après avoir terminé en tête du classement final avec trois points d'avance sur Army Club et onze sur le tenant du titre, Al-Karamah SC. C'est le second titre de champion de Syrie de l'histoire du club.

## Les clubs participants
| - Al Futuwa Deir ez-Zor - Al-Karamah SC - Al Ittihad Alep - Jableh SC - Al Wathba Homs - Promu de D2 - Al Shorta Damas - Al Yaqza - Promu de D2 | - Tishreen SC - Hutteen SC - Al Wahda Damas - Al Jihad Damas - Hurriya SC - Army Club - Al Majd Damas |

## Compétition

### Classement
Le barème utilisé pour établir le classement est le suivant :
- Victoire : 3 points
- Match nul : 1 point
- Défaite : 0 point

| Rang | Équipe                | Pts | J  | G  | N | P  | Bp | Bc | Diff |
| ---- | --------------------- | --- | -- | -- | - | -- | -- | -- | ---- |
| 1    | Tishreen SC           | 60  | 26 | 18 | 6 | 2  | 51 | 23 | +28  |
| 2    | Army ClubC            | 57  | 26 | 18 | 3 | 5  | 45 | 20 | +25  |
| 3    | Al-Karamah SCT        | 49  | 26 | 15 | 4 | 7  | 49 | 23 | +26  |
| 4    | Hutteen SC -6         | 39  | 26 | 13 | 6 | 7  | 50 | 36 | +14  |
| 5    | Al Wathba HomsP       | 36  | 26 | 11 | 3 | 12 | 37 | 32 | +5   |
| 6    | Hurriya SC            | 36  | 26 | 10 | 6 | 10 | 38 | 35 | +3   |
| 7    | Jableh SC             | 36  | 26 | 9  | 9 | 8  | 35 | 32 | +3   |
| 8    | Al YaqzaP             | 31  | 26 | 9  | 4 | 13 | 29 | 47 | -18  |
| 9    | Al Shorta Damas       | 30  | 26 | 7  | 9 | 10 | 33 | 28 | +5   |
| 10   | Al Wahda Damas        | 30  | 26 | 7  | 9 | 10 | 27 | 27 | 0    |
| 11   | Al Ittihad Alep       | 29  | 26 | 8  | 5 | 13 | 27 | 34 | -7   |
| 12   | Al Majd Damas         | 29  | 26 | 8  | 5 | 13 | 24 | 42 | -18  |
| 13   | Al Jihad Damas        | 25  | 26 | 7  | 4 | 15 | 18 | 41 | -23  |
| 14   | Al Futuwa Deir ez-Zor | 13  | 26 | 2  | 7 | 17 | 15 | 58 | -43  |

|  | Champion de Syrie 1996-1997                                                           |
|  | Relégation directe en deuxième division                                               |
|  | T : Tenant du titre C : Vainqueur de la Coupe de Syrie P : Promu de deuxième division |

- Hutteen SC reçoit une pénalité de 6 points pour raisons disciplinaires.

## Bilan de la saison
| Championnat de Syrie de football 1996-1997                        |                        |
| Champion                                                          | Tishreen SC (2e titre) |
| Coupes et trophées                                                |                        |
| Vainqueur de la Coupe de Syrie 1996-1997                          | Army Club              |
| Qualifications continentales                                      |                        |
| Coupe d'Asie des clubs champions 1997-1998                        | Aucun                  |
| Coupe d'Asie des vainqueurs de coupe 1997-1998                    | Aucun                  |
| Promotions et relégations                                         |                        |
| Promus en Syrian League                                           | Al Sho'ola Damas       |
| Promus en Syrian League                                           | Al Mayadine            |
| Relégués en Championnat de Syrie de football de deuxième division | Al Wahda Damas         |
| Relégués en Championnat de Syrie de football de deuxième division | Al Futuwa Deir ez-Zor  |